# نتريت
نتريت في الكيمياء هو أملاح M+NO2−، وفيه M: كاتيون أحادي التكافؤ وقد يكون النتريت إستر R–O–N=O، حيث تكون R جزيء عضوي) لحمض النتروز HNO2. توجد من إسترات حمض النتروز عدة مركبات تختلف في تركيبها (مصاوغ أي مشابهة الصيغة) ولكنها على الصورة R-NO2، تلك المركبات لا تعد من النترات إذ أن الجزيء العضوي فيها مرتبط بالنتروجين مباشرة.

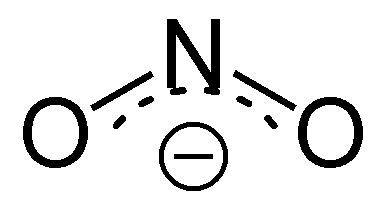
أنيون نيتريت

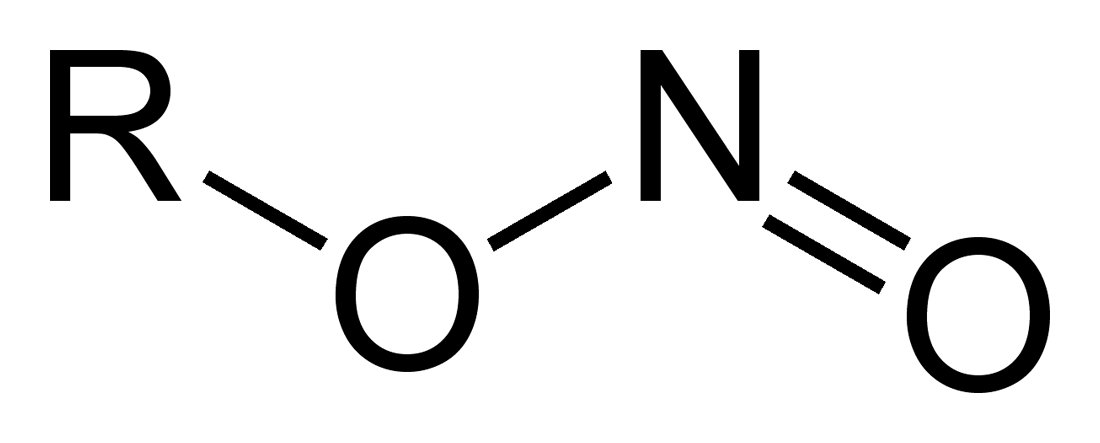
إستر
حمض النتريك.

## أمثــــلة
| أملاح حمض النتريك             | أملاح حمض النتريك | أملاح حمض النتريك |
| الاسم                         | الصيغة            | رمز               |
| ----------------------------- | ----------------- | ----------------- |
| نتريت البوتاسيوم              | KNO2              | E 249             |
| نتريت الصوديوم                | NaNO2             | E 250             |
| أمثلة أخرى: انظر تصنيف: نتريت |                   |                   |

| إستر حمص النتروز           | إستر حمص النتروز |
| الاسم                      | الصيغة           |
| -------------------------- | ---------------- |
| Isoamylnitrit              | Amylnitrit       |
| أمثلة أخرى انظر تصنيف:إستر |                  |

## تركيبه
أيون النتريت ليس مستقيما وإنما يشكل زاوية مقدارها 115° حيث تتمركزها ذرة النتروجين. وهو يوجد في شكلين متصاوغين رنينيًا، أي تتبادل الرابطة الازدواجية بين اليمين واليسار بصفة مستمرة، كما يوضح الشكل.

التركيب المصاوغ الرنيني لأيون النتريت.

ملحوظة: إذا أردت معرفة المصاوغة فانظر متماكب.

## وجـــوده
توجد أيونات النتريت في التربة، وفي المياه، وفي مصارف المياه ومجاري المدن. وهي تتكون من أكسدة الأمونيوم بالأكسجين بواسطة بكتريا النتريت. وهو يكوّن مركب وسطي عند تأكسد النتروجين كاملا إلى نترات. وتتكون النتريت أيضًا في معزل عن الهواء عن طريق البكتريا حيث يتم اختزال أيونات النترات إلى أيونات النتريت.
وفي الصناعة عند معالجة أسطح المعادن، وبواسطة العمليات الجلفانية، وعند تنظيف غازات محتوية على أكاسيد النتروجين، فتصدر من تلك العمليات الصناعية مياه سامة محتوية على النتريت، ولا بد من معالجة تلك المياه الملوثة قبل تصريفها في المجاري.

## استخداماته
يسمح للصناعات الغذائية إضافة أملاح النتريت مثل نتريت البوتاسيوم (الرمز E 249) ونتريت الصوديوم (الرمز E 250) كمثبتات للون في المصنوعات الغذائية، وعلى الأخص في اللحم والسجق. وقد أصبح من التعليمات الغذائية في الدول الأوروبية لزوم إضافة أملاح النتريت في صناعة السجق، ذلك بغرض الوقاية من نوع من البكتريا تصيب السجق ويمكن أن تسبب تسمم سجقي.
في درجات الحرارة العالية يمكن أن تتفاعل أملاح النتريت مع البروتين وتكوّن نتروزامين، ومعروف عن النتروزامين أنه من المواد التي تتسبب في السرطان. لذلك لا يصح شواء لحم معالج بأملاح النتريت.

## أضراره
أملاح النتريت لها مفعول سام. فهي تتفاعل مع الأكسجين في أنزيمات تحتوي على الحديد في الخلايا كما تتفاعل مع الهيموجلوبين في الدم. تفاعل النتريت مع الهيموجلوبين يؤكسده وينتج منهما «ميتهيموجلوبين» Methämoglobin. بذلك يفقد الدم القدرة على نقل الأكسجين في الجسم. كما أن النتريت يتفاعل من البروتينات في الجسم مكونًا مادة النتروزامين التي تتسبب في نشأة مرض السرطان.
كذلك يعتبر النتريت سامًا للأسماك، حيث يكون لدرجة حموضة الماء تاثير خاص بسبب مرور أجزاء حمض النتريك في خياشيم السمك ومنه على جسم السمكة. وتبلغ الجرعة المميتة LD50 (الجرعة التي تتسبب في موت 50% من المجموع) لجميع أسماك المياه العذبة نحو 01و0 مليجرام/لتر.
تنقص الفاعلية الضارة لأملاح النتريت في أسماك المياه المالحة. ذلك لأنه توجد في أسماء المياه المالحة نظام لنقل أيونات الكلوريد، وتتنافس الكلوريدات مع النتريت في التأثير على جسم السمكة. فإذا كان تركيز الكلوريد 20 جرام /لتر، وتركيز النتريت 1 مليجرام/لتر تأتي نحو 25.000 أيون كلوريد على كل 1 أيون نتريت. فيغلب مفعول الكلوريد في جسم السمكة على مفعول النتريت.

## تنقية المياه
تتم تنقية المياه من النتريت المتخلف فيه من عمليات صناعية قبل إلقائه في نهر أو بحر بمعالجة خاصة. وهناك عدة طرق لأداء ذلك:
- معالجة الماء بإضافة كيماويات مؤكسدة، ويستخدم لذلك أضافة هيبوكلوريت وبيروكسيد. ويجب مراعاة باهاء الماء (حموضيته أو قلويته) في تلك العملية. فإذا كان الماء محتويا على أحماض ضعيفة كان التفاعل سريعًا ويتم بالكامل طبقا للتفاعلات التالية:

{\displaystyle \mathrm {NO_{2}^{-}+OCl^{-}\longrightarrow NO_{3}^{-}+Cl^{-}} }
أو
{\displaystyle \mathrm {NO_{2}^{-}+H_{2}O_{2}\longrightarrow NO_{3}^{-}+H_{2}O} }
وإذا كانت المياه قلوية فإن التفاعلات تسير ببطء شديد، بينما في حالة حموضة قوية للمياه عند باهاء pH <2,0 تتكون غازات نيتروز. هذا التفاعل الاخير يتم كالآتي:
{\displaystyle \mathrm {2NO_{2}^{-}+2H^{+}\longrightarrow NO\uparrow +NO_{2}\uparrow +H_{2}O} }
من مساويء استخدام الهيبوكلوريد في تنقية المياه هو زيادة ملوحيته بالكلوريد والنترات. كما يمكن تولد مواد عضوية هالوجينية AOX من الكربوهيدرات في حالة وجود كربوهيدرات في المياه.
وعند استخدام بيروكسيدات يكمن خطر التحلل من خلال فلزات أو أملاح فلزات، فتصبح عملية تنقية المياه من النتريت ليست مجدية أو اقتصادية.
- طريقة أخرى للتخلص من النتريت في المياه عن طريق التحلل بواسطة حمض سلفاميك H3NSO3 أو اليوريا.
- يسير التفاعل الذي يؤدي إلى تحلل النتريت عن طريق الاختزال بواسطة حمض السلفون كالآتي:

{\displaystyle \mathrm {NO_{2}^{-}+NH_{2}SO_{3}H\longrightarrow N_{2}\uparrow +SO_{4}^{2}{^{-}}+H_{3}O^{+}} }
وبالتالي يسير التفاعل مع اليوريا كالآتي:
{\displaystyle \mathrm {2NO_{2}^{-}+CO(NH_{2})_{2}+2H^{+}\longrightarrow CO_{2}+2N_{2}\uparrow +3H_{2}O} }
عند استخدام حمض السلفاميك (حمض أمينوسلفيوريك) لتكوين سلفات وحمض فيجب مرعاة أن الحمض لا بد وأن نعادله. ويؤدي ذلك أيضًا إلى تزايد محتويات المياه من الأملاح. كما من الممكن تكون غازات أكاسيد النتروجين الضارة.
تلك الصعوبات لا تظهر في حالة استخدام اليوريا لتنقية المياه، وذلك عند الاحتراس من تكون غازات نيتروز أثناء معالجة المياه. ويمكن التوصل إلى ذلك عبر إجراء المعالجة في قبوة مغلقة. في تلك الحالة يمكن أيضًا تحلل الأمونيا (NH4+) في نفس الوقت طبقًا للتفاعل:
{\displaystyle \mathrm {NO_{2}^{-}+NH_{4}^{+}\longrightarrow N_{2}\uparrow +2H_{2}O} }
إن استخدام اليوريا في تنقية المياه مفيد في حماية البيئة حيث تنتج منتجات غازية من النتروجين وثاني أكسيد الكربون وماء. ولا تنشأ زيادة في ملوحية المياه، ويمكن تصريفها في نهر.

## اقرأ أيضا
- نترات
- نترات البوتاسيوم
- نترات الصوديوم
- حمض النتريك
- نترجة (كيمياء)